# 懷廷山
71°40′S 62°37′W / 71.667°S 62.617°W
懷廷山（英語：Mount Whiting），是南極洲的山峰，位於帕爾默地，處於蘭金冰川西南面，美國地質調查局在1974年繪入地圖，現時由南極條約體系管理。